# Larisa Oleynik
Larisa Romanovna Oleynik (Santa Clara, 7 giugno 1981) è un'attrice statunitense.

## Biografia
Di origine ucraina da parte di padre, ha partecipato a diverse serie televisive, tra cui Il mondo segreto di Alex Mack in cui interpreta la protagonista Alex, e alcuni film, tra cui: 10 cose che odio di te, a fianco di Heath Ledger e Julia Stiles, e il fortunato A Time for Dancing, dove interpreta Jules, una ballerina malata di cancro.

## Filmografia parziale

### Cinema
- Il club delle baby sitter (The Baby-Sitters Club), regia di Melanie Mayron (1995)
- 10 cose che odio di te (10 Things I Hate About You), regia di Gil Junger (1999)
- 100 ragazze (100 Girls), regia di Michael Davis (2000)
- In fuga per la libertà (An American Rhapsody), regia di Éva Gárdos (2001)
- A Time for Dancing (A Time for Dancing), regia di Peter Gilbert (2002)
- Bringing Rain, regia di Noah Buschel (2003)
- Pope Dreams, regia di Patrick Hogan (2006)
- Relative Obscurity, regia di Jeff Rosenberg (2007)
- Broken Windows, regia di Tony Hickman (2008)
- Tutti insieme a Natale (Together Again for the First Time), regia di Jeff Parkin (2008)
- Atlas Shrugged:Part II, regia di Jhon Putch (2013)
- Oscure presenze (Jessabelle), regia di Kevin Greutert (2014)

### Televisione
- La signora del West (Dr. Quinn, Medicine Woman) – serie TV, episodio 1x13 (1993)
- Morte sul Rio Grande (River of Rage: The Talking of Maggie Keene), regia di Robert Iscove – film TV (1993)
- Il mondo segreto di Alex Mack (The Secret World of Alex Mack) – serie TV, 75 episodi (1994-1998)
- Crescere, che fatica! (Boy Meets World) – serie TV, 3 episodi (1996-1998)
- Una famiglia del terzo tipo (3rd Rock from the Sun) – serie TV, 21 episodi (1998-2000)
- Malcolm – serie TV, 4 episodi (2005)
- Pepper Dennis – serie TV, 4 episodi (2006)
- Psych – serie TV, episodio 4x08 (2009-2010)
- Backyard Wedding, regia di Bradford May – film TV (2010)
- Mad Men – serie TV, 5 episodi (2010-2015)
- Hawaii Five-0 – serie TV, 6 episodi (2011)
- Pretty Little Liars – serie TV, 2 episodi (2012)
- Ricordami ancora (Remember Sunday), regia di Jeff Bleckner – film TV (2013)
- Cercasi Michael disperatamente (The Michaels), regia di Bradford May – film TV (2014)
- Law & Order - Unità vittime speciali (Law & Order: Special Victims Unit) – serie TV, episodio 17x21 (2016)
- Trinkets – serie TV (2019-2020)
- Il mio grande amico Dude (The Healing Powers of Dude) – serie TV (2020)

## Doppiatrice
- Icy in Winx Club (edizione anglofona)

## Doppiatrici italiane
Nelle versioni in italiano delle opere in cui ha recitato, Larisa Oleynik è stata doppiata da:
- Alida Milana in Il mondo segreto di Alex Mack
- Emilia Costa in Cercasi Michael disperatamente
- Ilaria Stagni in Ricordami ancora
- Valentina Mari in 100 ragazze
- Barbara Sacchelli in Trinkets